# بلویو (ویرجینیا)
بلویو (به انگلیسی: Belview) یک منطقهٔ مسکونی در ایالات متحده آمریکا است که در شهرستان مونتگومری، ویرجینیا واقع شده‌است.